# Euphorbia duckei
Euphorbia duckei es una especie fanerógama perteneciente a la familia de las euforbiáceas.  Es endémica de Brasil.

## Taxonomía
Euphorbia duckei fue descrita por (Croizat) Robertus Cornelis Hilarius Maria Oudejans y publicado en Phytologia 67: 45. 1989.
Etimología
Euphorbia: nombre genérico que deriva del médico griego del rey Juba II de Mauritania (52 a 50 a. C. - 23), Euphorbus, en su honor – o en alusión a su gran vientre –  ya que usaba médicamente Euphorbia resinifera. En 1753 Carlos Linneo asignó el nombre a todo el género.
duckei: epíteto otorgado en honor del botánico y entomólogo eño Adolpho Ducke (1876-1959), quien trabajó en la flora de la Amazonia.
Sinonimia
- Chamaesyce duckei Croizat[6][7]